# Phyllachora placida
Phyllachora placida är en svampart som först beskrevs av Syd. & P. Syd., och fick sitt nu gällande namn av Ferdinand Theissen 1917. Phyllachora placida ingår i släktet Phyllachora och familjen Phyllachoraceae.   Inga underarter finns listade i Catalogue of Life.